# Klášter San Salvador de Leyre
Klášter San Salvador de Leyre je nedaleko od vsi Bigüezal, 50 km od Pamplony na severu Španělska v regionu Navarra. Je součástí poutní stezky Camino de Santiago.
Klášter pochází z poloviny 9. století, kdy byl založen jako duchovní centrum a opora proti Maurům. V držení se vystřídali benediktini s cisterciáky. V současnosti zde opět sídlí benediktinští mniši.
Nejstarší zachovalou částí klášterního areálu je románský kostel s gotickou dostavbou. Kostelní zvonice je asymetrická. Na západním portále jsou vyobrazeni Kristus, Panna Marie, sv. Jan, sv. Petr a příšery typické pro tuto oblast. Strohá krypta má hlavice sloupů ve výši kolen. Dodnes je zachován královský panteon.
Ostatní budovy pocházejí převážně ze 16.-18. století.

Klášter San Salvador de Leyre
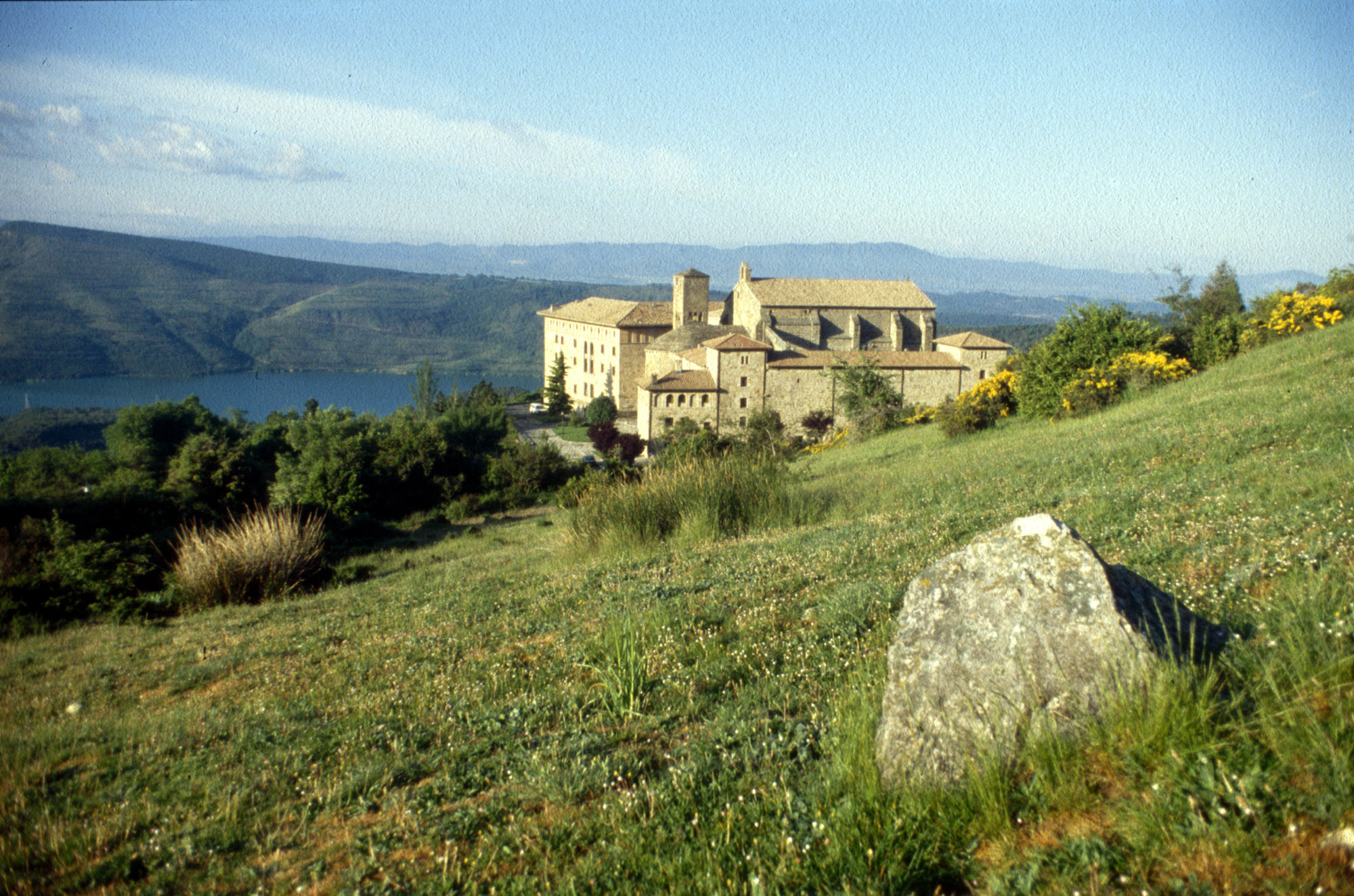
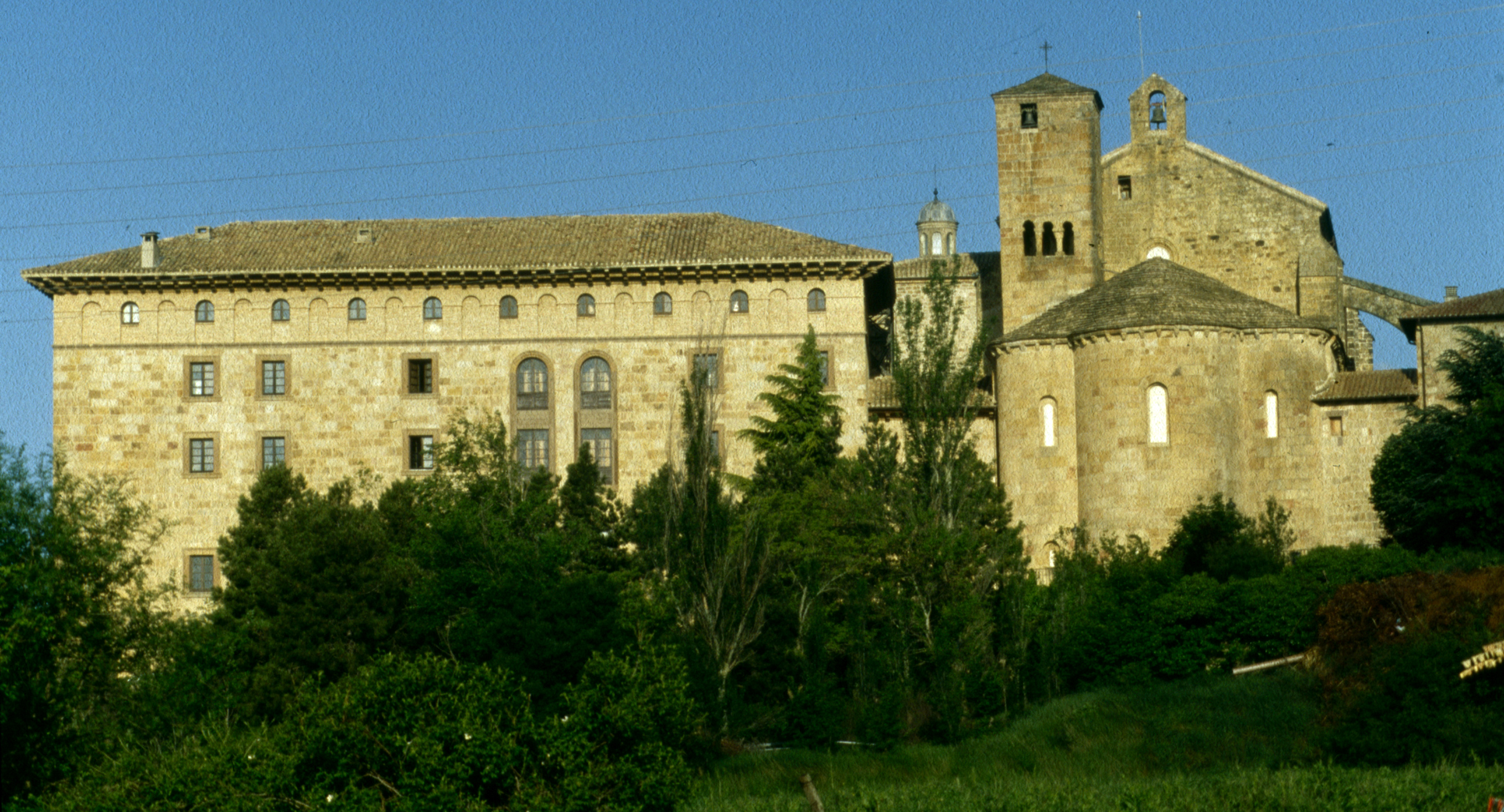
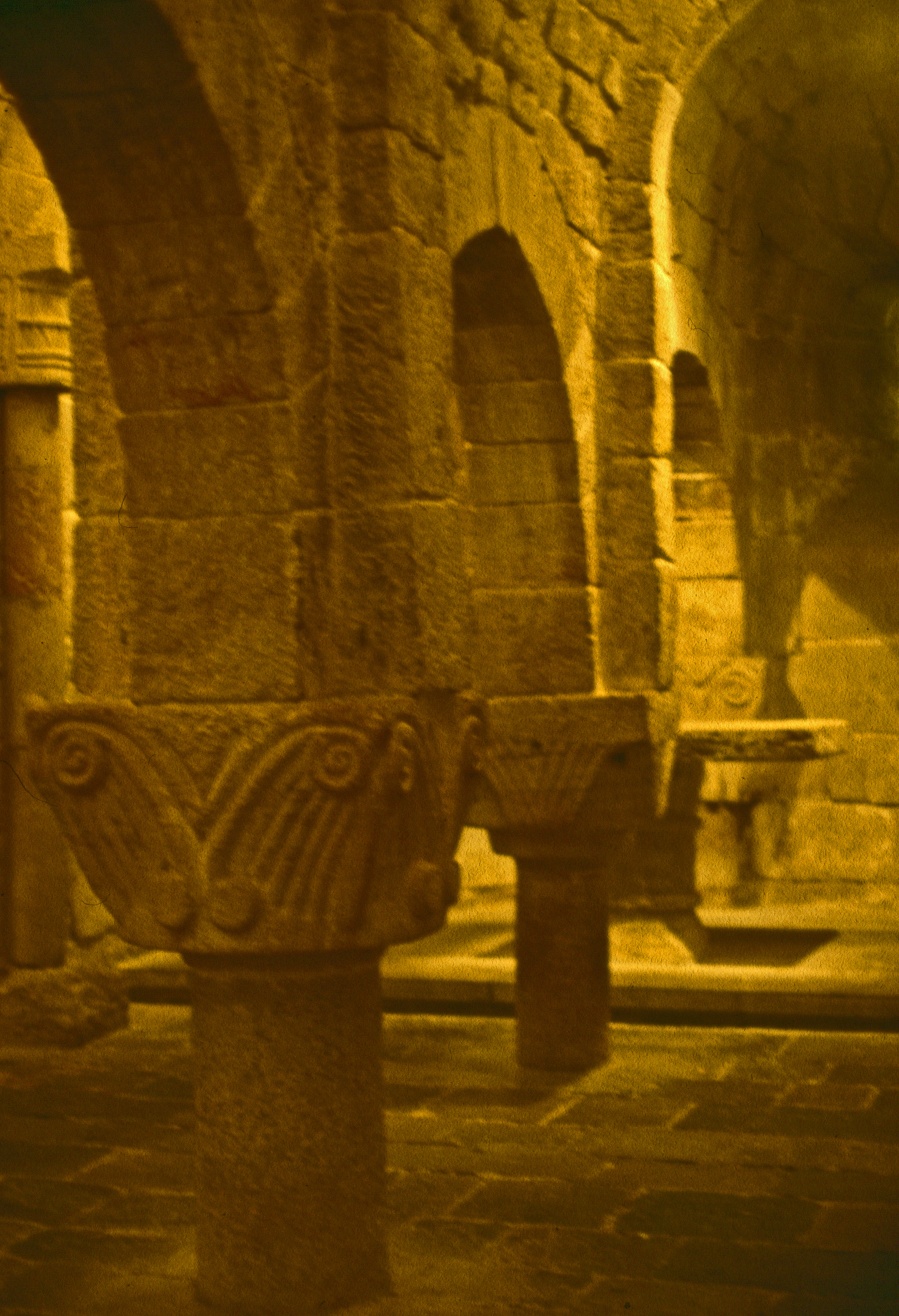
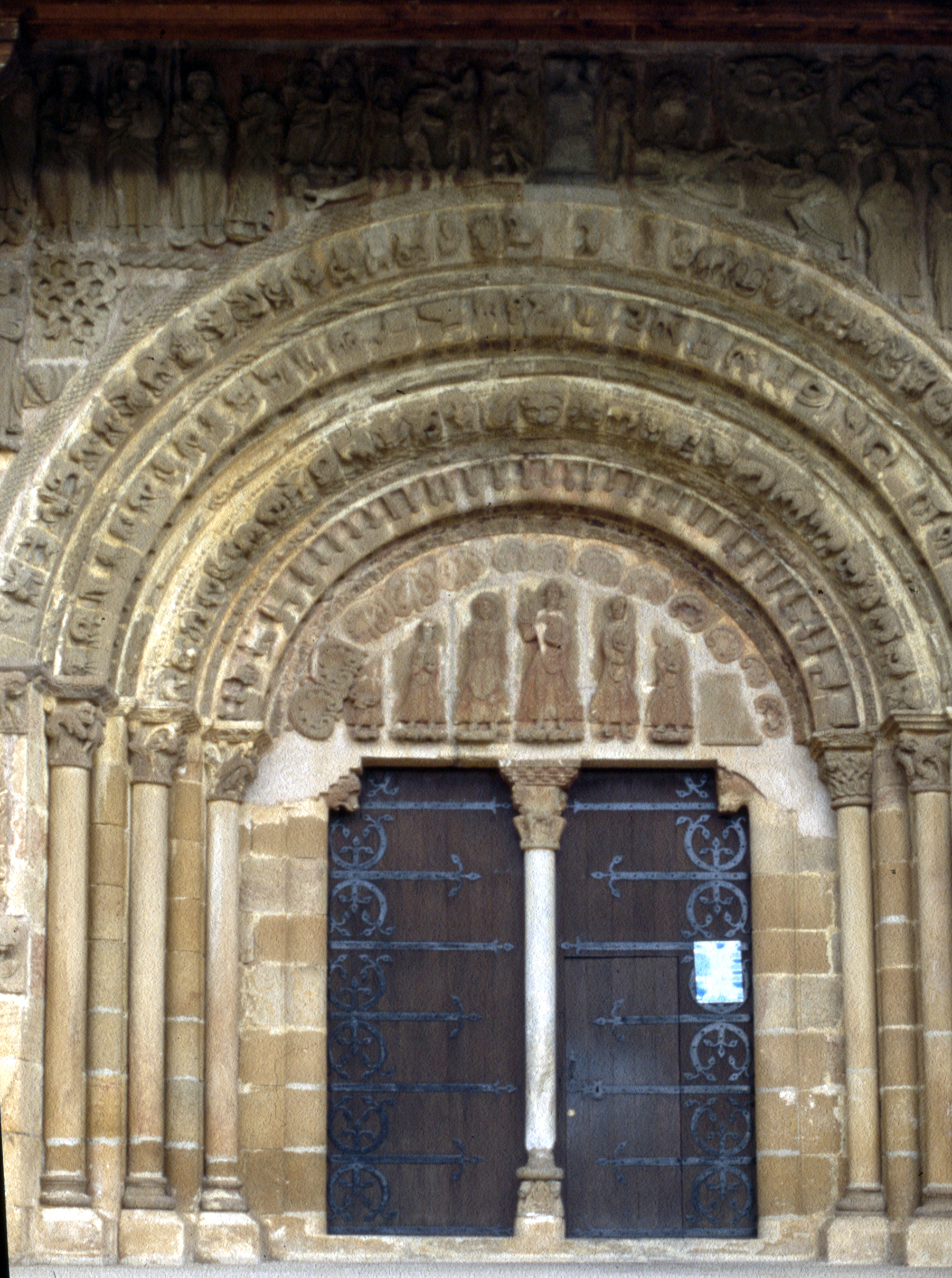
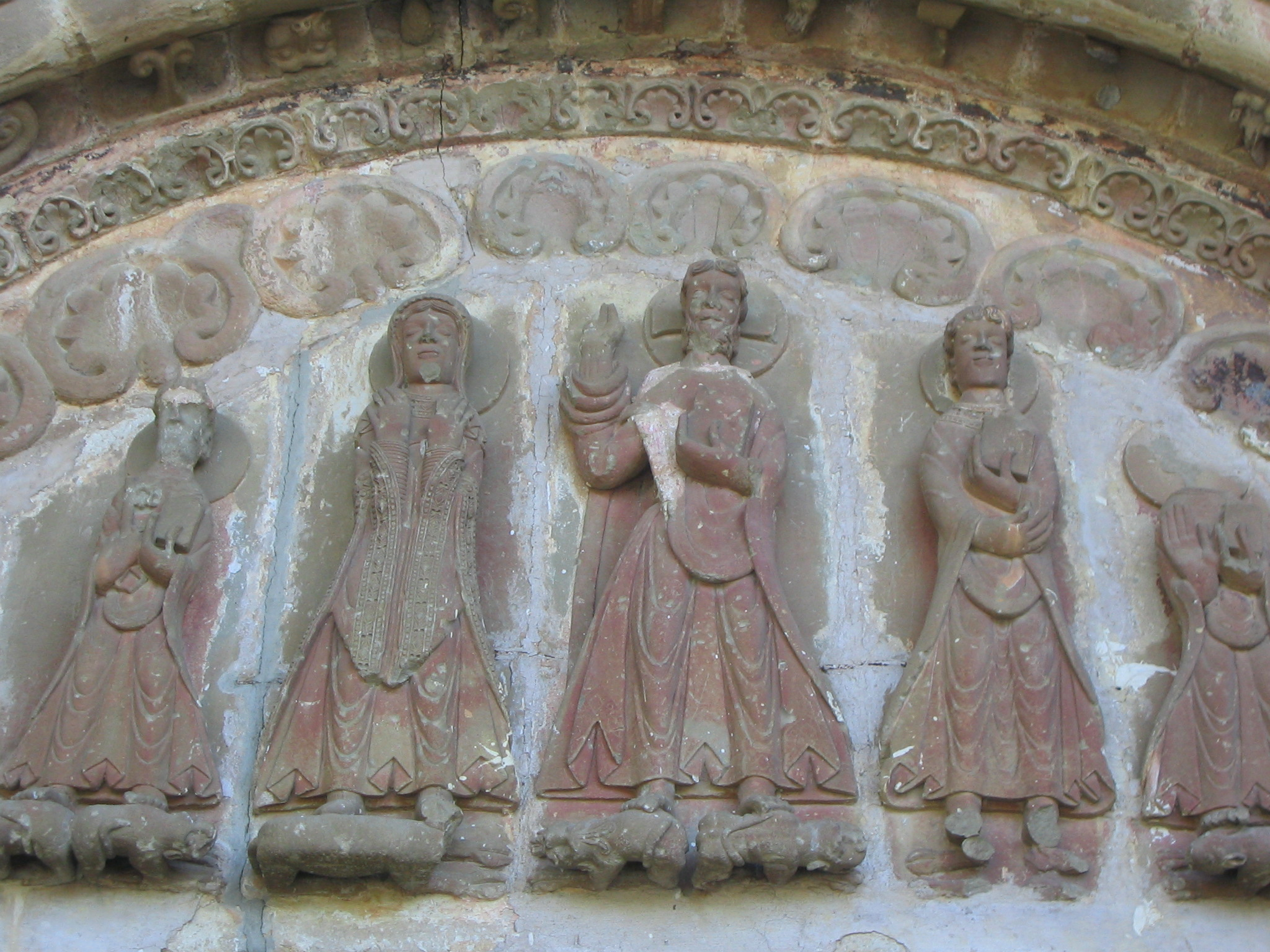
Tympanon nad hlavními dveřmi